# Robert H. Cumming
Robert H. Cumming (7. října 1943 Worcester – 16. prosince 2021) byl americký malíř, sochař, fotograf a grafik nejznámější svými fotografiemi konceptuálních kreseb a konstrukcí, které vrství do určitých významů a odkazuje jak na vědu, tak na dějiny umění.

## Životopis
Cumming získal umělecký titul BFA v roce 1965 na Massachusetts College of Art v Bostonu a MFA v roce 1967 na University of Illinois v Urbana-Champaign.

## Kariéra
Jeho první učitelské místo bylo na University of Wisconsin-Milwaukee, kde se zabýval mail artem, raným konceptuálním uměleckým hnutím, které udělovalo status umění zásilkám zasílaným prostřednictvím elektronického poštovního systému. V roce 1970 se Cumming přestěhoval do jižní Kalifornie přednášet o fotografii a v roce 1974 začal učit na Kalifornské univerzitě v Los Angeles. V roce 1978 se Cumming přestěhoval zpět do Nové Anglie, kde pokračoval ve výuce a tvorbě umění.
Cumming zemřel 16. prosince 2021 ve věku 78 let.

## Institucionální zastoupení
Cumming je zastoupen ve stálých sbírkách různých významných muzeí umění, včetně takových jako: Muzeum moderního umění v New Yorku; muzeum umění v Baltimoru; Institut umění v Chicagu; Dallas Museum of Art; Muzeum umění Houston; Denverské umělecké muzeum; George Eastman House; Minneapolis Institute of Art; Muzeum amerického umění Whitneyové, New York; Walker Art Center, Minneapolis; Sanfranciské muzeum moderního umění, Muzeum J. Paula Gettyho, Los Angeles, a Honolulu Museum of Art Spalding House (dříve The Contemporary Museum, Honolulu).